# Chicago-Marathon 1985
| 9. Chicago-Marathon     | 9. Chicago-Marathon               |
| ----------------------- | --------------------------------- |
| Stadt                   | Chicago, Vereinigte Staaten       |
| Datum                   | 20. Oktober 1985                  |
| Distanz                 | 42,195 Kilometer                  |
| Sieger                  |                                   |
| Männer                  | Steve Jones (2:07:13 h)           |
| Frauen                  | Joan Benoit Samuelson (2:21:21 h) |
| ← Chicago-Marathon 1984 | Chicago-Marathon 1986 →           |
| Website                 | Offizielle Website                |

Der Chicago-Marathon 1985 (offiziell: America’s Chicago-Marathon 1985) war die 9. Ausgabe der jährlich stattfindenden Laufveranstaltung in Chicago, Vereinigte Staaten. Der Marathon fand am 20. Oktober 1985 statt.
Bei den Männern gewann Steve Jones in 2:07:13 h, bei den Frauen Joan Benoit Samuelson in 2:21:21 h.

## Ergebnisse

### Männer
| Platz | Athlet             | Land                   | Zeit (h) |
| ----- | ------------------ | ---------------------- | -------- |
| 01    | Steve Jones        | Vereinigtes Königreich | 2:07:13  |
| 02    | Djama Robleh       | Dschibuti              | 2:08:08  |
| 03    | Robert de Castella | Australien             | 2:08:48  |
| 04    | Gianni Poli        | Italien                | 2:09:57  |
| 05    | Ralf Salzmann      | BR Deutschland         | 2:10:56  |
| 06    | José Gómez         | Mexiko                 | 2:11:08  |
| 07    | Don Janicki        | Vereinigte Staaten     | 2:11:16  |
| 08    | Francisco Pacheco  | Mexiko                 | 2:11:57  |
| 09    | Ken Martin         | Vereinigte Staaten     | 2:12:00  |
| 10    | Henrik Jørgensen   | Dänemark               | 2:12:03  |

### Frauen
| Platz | Athletin              | Land                   | Zeit (h) |
| ----- | --------------------- | ---------------------- | -------- |
| 01    | Joan Benoit Samuelson | Vereinigte Staaten     | 2:21:21  |
| 02    | Ingrid Kristiansen    | Norwegen               | 2:23:05  |
| 03    | Rosa Mota             | Portugal               | 2:23:29  |
| 04    | Carla Beurskens       | Niederlande            | 2:27:50  |
| 05    | Veronique Marot       | Vereinigtes Königreich | 2:28:04  |
| 06    | Glenys Quick          | Neuseeland             | 2:31:44  |
| 07    | Mary O’Connor         | Neuseeland             | 2:33:41  |
| 08    | Maria Rebelo          | Frankreich             | 2:34:02  |
| 09    | Sylvie Bornet         | Frankreich             | 2:34:05  |
| 10    | Rita Borralho         | Portugal               | 2:36:03  |